# Hadi Hamdoon
Hadi Hamdoon (né le 5 février 1992) est un joueur de handball syrien naturalisé qatarien. Il évolue au sein du club qatarien d'El Jaish SC et de l'équipe nationale du Qatar.
Il participe notamment au Championnat du monde 2015.

## Palmarès

### Sélections
Championnats du monde
- médaillé d'argent au Championnat du monde 2015 au  Qatar